# Foul Play
Foul Play (bra: Golpe Sujo) é um filme estadunidense de 1978, dos gêneros comédia e suspense, escrito e dirigido por Colin Higgins e estrelado por Goldie Hawn, Chevy Chase, Dudley Moore, Burgess Meredith, Eugene Roche, Rachel Roberts, Brian Dennehy e Billy Barty.
Foul Play faz referência a vários filmes do diretor Alfred Hitchcock, em especial The Man Who Knew Too Much. 

## Sinopse
Depois de testemunhar um assassinato, funcionária da biblioteca é perseguida pelos criminosos e acaba se envolvendo justamente com o policial que investiga o caso.

## Prêmios e indicações
| Prêmio             | Categoria                         | Recipiente                                                  | Resultado |
| ------------------ | --------------------------------- | ----------------------------------------------------------- | --------- |
| Globo de Ouro 1979 | Melhor filme - comédia ou musical | Thomas L. Miller, Edward K. Milkis (prod.)                  | Indicado  |
| Globo de Ouro 1979 | Melhor atriz - comédia ou musical | Goldie Hawn                                                 | Indicado  |
| Globo de Ouro 1979 | Melhor ator - comédia ou musical  | Chevy Chase                                                 | Indicado  |
| Globo de Ouro 1979 | Revelação masculina               | Chevy Chase                                                 | Indicado  |
| Globo de Ouro 1979 | Melhor ator coadjuvante           | Dudley Moore                                                | Indicado  |
| Globo de Ouro 1979 | Melhor roteiro                    | Colin Higgins                                               | Indicado  |
| Globo de Ouro 1979 | Melhor canção original            | Norman Gimbel, Charles Fox ("Ready To Take a Chance Again") | Indicado  |
| Oscar 1979         | Melhor canção original            | Norman Gimbel, Charles Fox ("Ready To Take a Chance Again") | Indicado  |

## Elenco
- Goldie Hawn como Gloria Mundy
- Chevy Chase como tenente Tony Carlson
- Burgess Meredith como Mr. Hennessey
- Brian Dennehy como Inspetor "Fergie" Ferguson
- Dudley Moore como Stanley Tibbets
- Rachel Roberts como Gerda Casswell/Delia Darrow
- Eugene Roche como Arcebispo Thorncrest/Charlie Thorncrest
- William Frankfather como Whitey Jackson
- Marc Lawrence como Rupert Stiltskin, "o anão"
- Marilyn Sokol como Stella
- Billy Barty como J.J. MacKuen
- Bruce Solomon como Bob "Scotty" Scott
- Don Calfa como Scarface
- Cyril Magnin como Papa Pio XIII
- Chuck McCann como gerente do teatro Nuart

## Produção e legado
"As pessoas adoram ter medo e ao mesmo tempo amam rir", disse Higgins. "É um realismo irônico. O público está envolvido na brincadeira, mas os atores devem continuar como se não soubessem."
O roteiro foi originalmente escrito sob o nome Killing Lydia, com Goldie Hawn em mente para a protagonista. Higgins havia conhecido Hawn através de seu amigo em comum, Hal Ashby. No entanto, o projeto não decolou. Depois que Silver Streak foi lançado, Higgins reescreveu o roteiro. Ele e os produtores levaram o projeto para a Paramount Pictures, que esperava estrelar Farrah Fawcett. No entanto Fawcett estava no meio de uma batalha legal com os produtores de Charlie's Angels, então no final foi decidido que seria estrelado por Hawn.
Higgins diz que quando ele vendeu o roteiro, ele queria direcioná-lo tão mal que ele não se importava com quem iria interpretar os papéis principais. Ele se encontrou com Farrah Fawcett para fazer a protagonista feminina antes de ir com Goldie Hawn. Sua primeira escolha para o protagonista masculino foi Harrison Ford (que havia sido carpinteiro de Higgins), que recusou. Steve Martin também foi oferecido o papel, mas não aceitou. Higgins diz que ele ofereceu o papel para outro ator que queria interpretar o policial e Stanley Tibbets. Eventualmente, Chevy Chase foi escalado.
O filme foi gravado em São Francisco. As cenas do saguão da Opera House foram filmadas na rotunda da Prefeitura de São Francisco, do outro lado da rua. O Nuart Theatre, no qual Bob Scott morre no início do filme, é uma casa de arte localizada no Santa Monica Boulevard, em West Los Angeles. A casa flutuante, "Galatea", ficava no 15 Yellow Ferry Harbor em Sausalito.
A música tema do filme, "Ready to Take a Chance Again", foi composta por Charles Fox, com letras do parceiro de redação da Fox, Norman Gimbel e interpretada por Barry Manilow. A Arista Records lançou o álbum em LP e cassete, com a Intrada Records reeditando-o em disco compacto em 2009. Varèse Sarabande lançou em 2016, com o tema de Charles Fox para a série de televisão como uma faixa bônus.

O filme inspiraria uma série de televisão da ABC estrelada por Barry Bostwick e Deborah Raffin, exibida no início de 1981 e cancelada após seis episódios.